# معركة ميورقة
معركة ميورقة أو عملية إنزال ميورقة أو مايوركا هي عملية عسكرية جرت في الحرب الأهلية الإسبانية بين شهري أغسطس وسبتمبر 1936، حيث حاولت القوات الجمهورية استعادة جزر ميورقة وإيبيزا، والتي انتصر فيها انقلاب 18 يوليو على عكس ماحدث في مينوركا.
أدى الإنزال إلى هزيمة القوات الجمهورية وانسحابها. ويُعتقد أن نتيجة الحرب الأهلية كان يمكن أن تكون مختلفة لو انتصرت القوات الحكومية، حيث أصبحت ميورقة لاحقًا قاعدة جوية بحرية مهمة للطيران والبحرية الإيطالية التي منعت الاتصالات البحرية وكانت بمثابة منصة جوية لمهاجمة إسبانيا الجمهورية. فبعد خريف 1937 أصبحت ميورقة قاعدة رئيسية لأسطول فرانكو الذي سيطر على البحر الأبيض المتوسط.

## البداية
يبدو أن فكرة عملية استكشافية إلى ميورقة كانت حاضرة بين القوى المختلفة المعارضة للانقلاب العسكري، حيث استولى عليها المتمردون في 19 يوليو مع إيبيزا وفورمينتيرا. في ذلك الوقت كانت منورقة هي الجزيرة الوحيدة في أرخبيل البليار التي لم تكن متحالفة مع القوات المسلحة في 17 يوليو 1936. ومع ذلك فإن الوضع الثوري الذي كان موجودًا في منطقة الجمهورية لم يسمح بالتنسيق الضروري لحل تلك المعضلة، فتركت الخريطة الجغرافية العسكرية للمتحاربين حسب تطور الأحداث كما كان قبل اندلاعها.
ولكن اعتبارًا من 23 يوليو بدأت حكومة الجمهورية بإجراءات ضد المتمردين، فقصفت طائراتها في نفس اليوم بالما دي مايوركا. ثم جرت عملية ثانوية أخرى في 1 أغسطس، عندما قامت القوات الجمهورية الموجودة في منوركا بسبب حادثة طيران بأخذ كابريرا لفترة وجيزة، ولكن تركتها لاحقا.

### العمليات السابقة

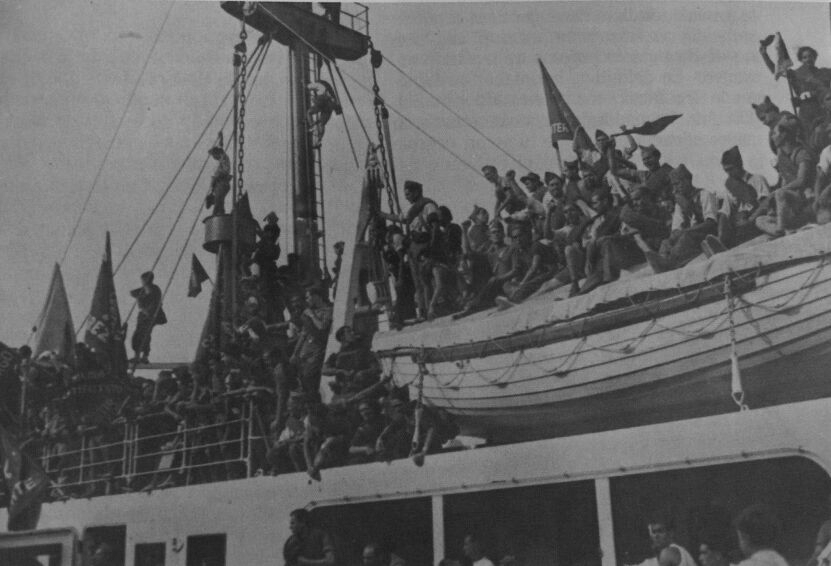
صعود جنود الجمهورية إلى السفن في برشلونة.

في 2 أغسطس 1936 نزل طابور من مليشيات برشلونية بقيادة ألبرتو بايو في مينورقة، وهي خطوة قبل بدء العملية؛ في اليوم التالي قصف الطيران الجمهوري العاصمة ميورقة، حيث القوات المتمردة فيها ضعيفة وقادة الجزيرة المتمردون على دراية بهذا الظرف. لهذا السبب غادرت في 2 أغسطس بعثة من بالما دي مايوركا إلى روما لطلب تعزيزات إلى الجزيرة.
وفي برشلونة اختتمت الاستعدادات اللوجستية للإنزال في يوم 6 أغسطس. فقدمت كلًا من اللجنة المركزية للميليشيات المناهضة للفاشية في كاتالونيا والحكومة الكتالونية دعمهما للخطة. لم تعارض حكومة الجمهورية وفضلت مراقبة التطورات دون التدخل. في اليوم التالي استسلمت جزيرة فورمينتيرا لطابور قاده مانويل أوريباري من فالنسيا الذي انضم إلى العملية، وبعدها بيوم نزل طابور برشلوني قاده ألبرتو بايو في إيبيزا وسيطر عليها في غضون أيام قليلة بمساعدة طابور أوريباري، وشكلا على الفور ما يسمى بلجنة إيبيزا لمكافحة الفاشية في الجزيرة.
كانت مدينة ماهون هي المقر الرئيسي للعملية في جزيرة مينورقة. وانضم إلى العملية مائة متطوع أجنبي، من بينهم فرنسيون وكوبيون وأرجنتينيون. وفي 13 أغسطس وصل إلى جزيرة كابريرا 400 من رجال الميليشيات الكاتالونية من FAI غير مرتبطين بخطة بايو-أوريباري. في 15 أغسطس طار الكابتن بايو من ماهون إلى جزيرة كابريرا حيث جمع العديد من الجماعات الأناركية الكاتالونية. واقترح بايو عليهم النزول في جزيرة دراجونيرا لتكون مناورة تحويلية، لكن المليشيات الأناركية التي لا تثق في تعاطفه مع الشيوعيين لم توافق على المشاركة في العملية، وقد فعلوا ذلك لاحقا بمفردهم وبدون علم قائد العملية أو طاقمه: حيث نزلوا في كالا مانديا وكالا أنغيلا قبل أن يفعل بايو ذلك في بونتا عامر.

## العملية

### الإنزال في مايوركا

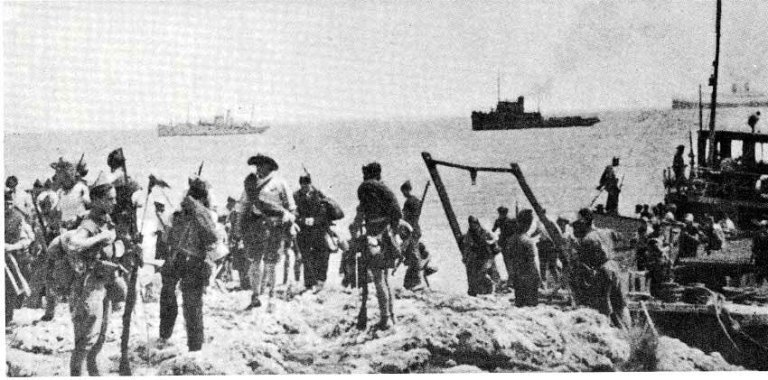
هبوط أولي لناقلة الجنود مع سفن دعم خلفها.

في فجر يوم 16 أغسطس نزلت قوات ميليشيا بايو في مايورقة معززة بقوة من الحامية المنورقية ومن إيبيزا. تمكنت القوات المهاجمة من احتلال شريط ساحلي بطول 7 كيلومترات على الساحل الشرقي لميورقة. تم الإنزال دون أدنى علم سواء من حكومة مدريد أو وزارة الحرب الجمهورية. لقد كان أكثر من مشروع سياسي رعته حكومة كتالونيا. لهذا السبب لم ينال المهاجمين دعم قوي من الحكومة. كان الهبوط مدعومًا بقوة نيران البارجة خايمي الأول والطراد الخفيف ليبرتاد، بالإضافة إلى بعض الطائرات البحرية من طراز ماتشي إم 18 التي وصلت من برشلونة. هاجمت قوات يتراوح عددها بين 6000 و10000 مقاتل الجزيرة عبر منطقة بونتا عامر وبورتو كريستو التي أعيدت تسميتها باسم بورتو روخو بعد احتلالها. وعند غسق اليوم نفسه وصلت عدة قطع مدفعية (6 قطع من عيار 75 ملم و4 من 100 ملم) بالإضافة إلى دعم جوي. وبدءًا من 17 أغسطس دعمت عدة سفن تابعة للبحرية الجمهورية العمليات العسكرية على الساحل. وتقدمت الميليشيات الجمهورية مسافة 12 كيلومترًا إلى الداخل وظلت في حيرة من نجاحها، مما سمح للمتمردين بتنظيم دفاعهم. وفي 31 أغسطس حيث واجه الجمهوريون مقاومة متزايدة فأعادوا تنظيم خططهم واستعدوا للهجوم على ماناكور.

### وصول التعزيزات الإيطالية

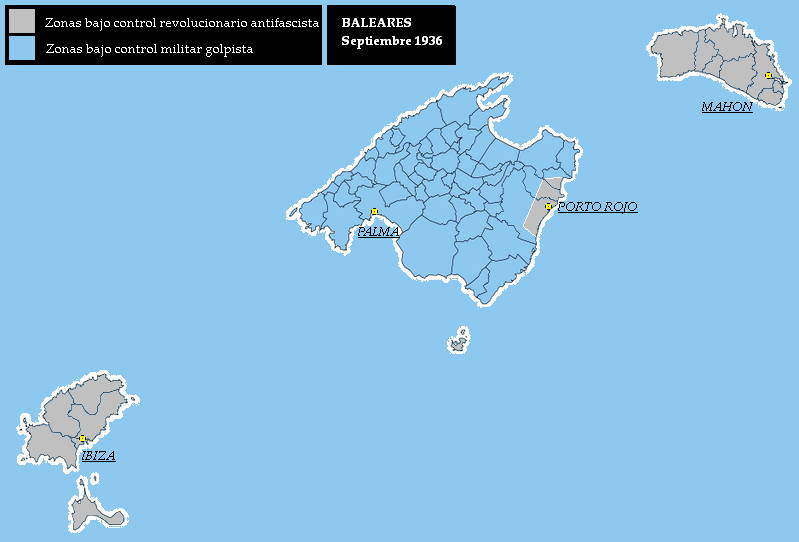
أقصى تقدم للجمهوريين في جزر البليار بداية سبتمبر 1936.

أرسلت إيطاليا قائدها الفاشي الإيطالي اركونوڤالدو بوناكورسى (المعروف باسم الكونت روسي) إلى ميورقة أكبر جزر البليار على رأس قوة مكونة من القمصان السوداء وضباط من الجيش النظامي، وليكون حاكمها الإيطالي في جزر البليار. وأرسلت معه سرب صغير من المقاتلات وقاذفات القنابل، ومجموعة من الطيارين. فتجهز بوناكورسي في 1 سبتمبر ومعه قائد الطيران الإيطالي في مايوركا لويجي سيريللي للهجوم المضاد. وبعد يومين أنزلت الباخرة موراندي ثلاثة قاذفات ثلاثية المحركات وثلاث مقاتلات، مما منح المتمردين السيطرة على الجو. ثم بدأت الإمدادات من الطائرات والذخيرة بالتوافد، بالإضافة إلى وقود الطائرات ومعدات مضادة للطائرات والأسلحة الخفيفة. أما ميليشيا بايو بعد أن تمكنوا من إنشاء موقع صغير على ساحل مايوركا فإنهم لم يستطيعوا التقدم إلى الداخل. وفي 2 سبتمبر تم تدمير مستودع ذخيرة جمهوري في مخبأ على الساحل الجنوبي لشبه جزيرة بونتا دي عامر.
تمكن المتمردون من جمع قوة من 3500 تحتوي على 1200 رجل من الحامية و300 من رجال الشرطة والحرس المدني، وحوالي 2000 متطوع من مقاتلي الفلانخي. فتمكنوا من القيام بهجوم مضاد وإبقاء القوة الاستكشافية الكتالونية محصورة في المنطقة التي غزوها في الأيام الأولى. فطلبت تلك القوة المساعدة من برشلونة في ضوء انسحاب قوات بايو المتوقع، فالوضع في إيبيزا غير مستقر لمواجهة هجوم آت من جيش المتمردين الذي أنشئ في ميورقة.

### إعادة تموضع قوات بايو
لم تتمكن القوة الاستكشافية التي لديها خدمات طبية ومستشفى ميداني ضعيف (على الرغم من وجود سفينة مستشفى وإمدادات كافية) من التعامل مع الهجوم المضاد للمتمردين ومعزز بطائرات من إيطاليا. فأجبرت المليشيات تحت ضغط قوي من العدو برا وجوا بالعودة إلى سفنهم، تاركين العشرات من الرجال والعديد من المعدات العسكرية. كان التدخل الإيطالي حاسمًا في طرد الجمهوريين من الجزيرة. وفي ليلة 4-5 سبتمبر وبأمر من حكومة لارجو كابييرو لمغادرة ميورقة بدأ طابور بايو بالتراجع أمام هجوم المتمردون المتواصل. فبدأت حملة ميورقة الجمهورية من العودة إلى ماهون وبرشلونة تاركة بعض المجموعات المتفرقة لوحدهم. وبدأت الطوابير الجمهورية من إعادة احتلال منطقة ميورقة تدريجيا. وبعد أسبوع تلقى المتمردون أنباءًا بأن مليشيا الأناركيون قد خرجوا من جزيرة كابريرا.
وفي يومي 9 و10 سبتمبر وصلت مجموعتان من الميليشيات من مائتين وثلاثمائة رجل إلى جزيرة إيبيزا من برشلونة استجابةً لطلبات الدعم من لجنة مكافحة الفاشية في إيبيزا. فقامت مجموعة من رجال المليشيات في ليلة 13 سبتمبر 1936 بإعدام معظم الأسرى البالغ عددهم 93 سجينًا الذين كانوا محتجزين في قلعة إيبيزا ردًا على القصف الذي تعرضت له المدينة في ذلك اليوم. ولكن بالرغم من جميع الإحتياطات فقد استولى المتمردون على الجزيرة يوم 19 سبتمبر. وانتهى نهائيا ماسمي بإنزال ميورقة بعدما قامت القوات المتمردة قادمة من بالما دي مايوركا باحتلال إيبيزا وفورمينتيرا يوم 20 سبتمبر.

## النتائج

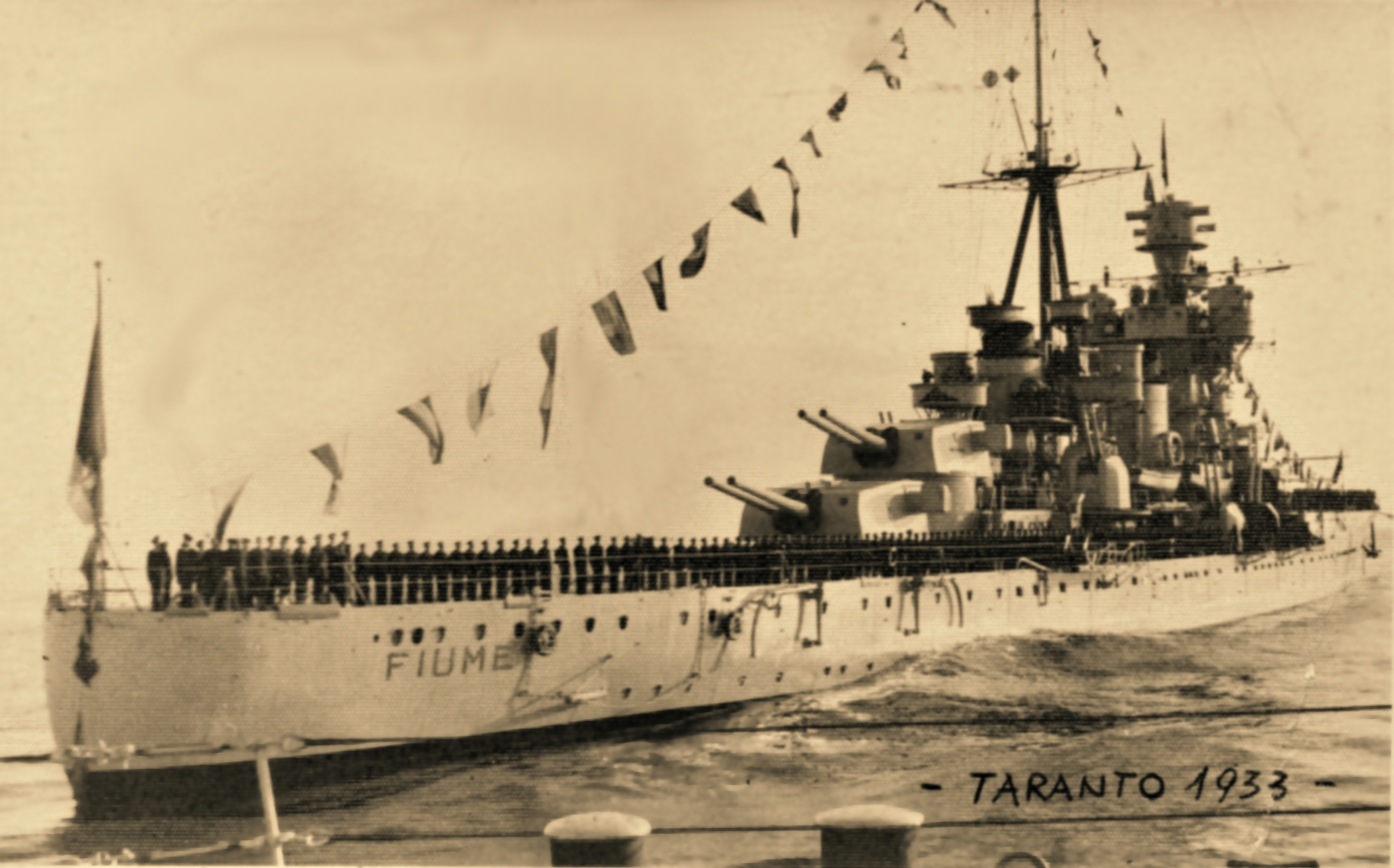
الطراد فيوم حوالي سنة 1933.

امتلئت شواطئ الإنزال بالجثث والعتاد العسكري بعد الانسحاب من ميورقة. وبعد بضعة أسابيع عاد الأرخبيل بأكمله (باستثناء منورقة) إلى سيطرة جيش المتمردين بعد انتهاء العملية الفاشلة. فمع فوضوية المهاجمين الجمهوريين الكبيرة نال المتمردون على مساعدة لا تقدر بثمن من إيطاليا وشحناتها العسكرية، وهي مساعدة لم تكن مجانية بأي شكل من الأشكال، نظرًا لاهتمام موسوليني بإنشاء قاعدة جوية بحرية في جزر البليار وهذا مابرر التدخل الإيطالي في المنطقة.
فبعد وصول الإيطاليين، أصبحت ميورقة قاعدة عسكرية لهم طوال فترة الحرب. فازداد نفوذهم في الجزيرة بقوة. على الرغم من أنه لم يكن احتلالًا عسكريًا بصورة قانونية، بالرغم من رفع الأعلام الإيطالية فوق الجزيرة. وفوق ذلك، فبعد طرد الجمهوريين أعاد بوناكورسي تسمية الشارع الرئيسي في بالما دي مايوركا (لارامبلا) باسم فيا روما، وزينه بتماثيل العقبان الرومانية. وأنشأت إيطاليا عدة قواعد جوية على الجزيرة، نفذت منها العديد من القصف خلف خطوط الجمهوريين، والتضييق على طرق إمدادهم. كان لإيطاليا استقلال ذاتي في استخدام قواعدها الجوية في مايوركا. ولضمان الهيمنة على الجزيرة، فقد رسى بين أغسطس ونوفمبر 1936 الطراد الإيطالي الثقيل فيوم في خليج بالما. وأيضًا رسى الطراد بولا لبعض الوقت.

### القمع الدموي في الجزر
بعد فشل حملة الجمهورية العسكرية، بدأ المتمردين ومعهم الفلانخي بقمع وحشي ضد من تبقى من الموالين للجمهوريين في الجزيرة، بسبب عمليات الإعدام السابقة التي نفذتها الميليشيات الفوضوية خلال وجودها القصير في الجزيرة. وأعدم الجيش والفلانخي العديد من أفراد طابور المليشيا ممن أصيب بجروح ولجؤوا في دير. وقد نجا القليل من السجناء من الإعدام، على الرغم من أن القتل وصل إلى العديد من المدنيين الآخرين الذين لا علاقة لهم بحملة الجمهورية.
بعدها أضحت جزيرة ميورقة إقطاعية خاصة لبوناكورسي الذي كرس نفسه لاضطهاد أي يساري يواجهه. كانت عمليات إعدام اليساريين تتم بمساعدة الفلانخي المحلية. وأنشأ الكونت روسي مجموعة أسماها تنانين الموت (Los Dragones de la Muerte)، حيث برزت بقوة في تلك الفترة. ووصلت جرائم القتل والإعدامات في الجزيرة ذروتها في تلك الفترة، بل تجاوزت القمع الذي حدث بعد الانقلاب في يوليو.28 حيث جرى إعدام 3000 شخص.